# Liste der Monuments historiques in Belles-Forêts
Die Liste der Monuments historiques in Belles-Forêts führt die Monuments historiques in der französischen Gemeinde Belles-Forêts auf.

## Liste der Bauwerke
| Bezeichnung | Beschreibung                                               | Standort                              | Kennzeichnung | Schutzstatus | Datum | Bild |
| ----------- | ---------------------------------------------------------- | ------------------------------------- | ------------- | ------------ | ----- | ---- |
| Quereinhaus | Fachwerkhaus, teilweise massiv, 1750 erbaut, 1838 umgebaut | Bisping, 36 rue des Colombages (Lage) | PA00107062    | Classé       | 1992  |      |
| Quereinhaus | Fachwerkhaus, teilweise massiv, 1754 erbaut                | Bisping, 80 rue du Rehberg (Lage)     | PA00107061    | Inscrit      | 1992  |      |

## Liste der Objekte
| Bezeichnung                | Beschreibung                   | Standort                              | Kennzeichnung | Schutzstatus | Datum | Bild |
| -------------------------- | ------------------------------ | ------------------------------------- | ------------- | ------------ | ----- | ---- |
| Orgel                      | Haupteintrag für PM57000710    | Bisping, in der Kirche St-Rémi (Lage) | PM57000709    | Inscrit      | 1996  |      |
| Instrumentalteil der Orgel | 1854 von Hubert Killian gebaut | Bisping, in der Kirche St-Rémi (Lage) | PM57000710    | Inscrit      | 1996  |      |